# Ultracoelostoma brittini
Ultracoelostoma brittini är en insektsart som beskrevs av Morales 1991. Ultracoelostoma brittini ingår i släktet Ultracoelostoma och familjen pärlsköldlöss. Inga underarter finns listade i Catalogue of Life.